# Patricia Tappatá
Patricia Tappatá Valdez es una defensora de derechos humanos nacida en Argentina. Patricia tiene experiencia en cargos públicos, organizaciones de la sociedad civil y organismos internacionales, incluyendo como directora de la Comisión de la Verdad para El Salvador entre 1992 y 1993, integrante del Grupo Interdisciplinario de Expertos Independientes para Bolivia entre 2019 y 2021, y a partir de 2021, miembro de la Misión Internacional de Determinación de Hechos sobre Venezuela creada por el Consejo de Derechos Humanos de las Naciones Unidas.

## Carrera
Patricia es autora de artículos y contribuciones en libros sobre derechos humanos, transiciones a la democracia, memoria y  democracia entre otros. Ha dictado conferencias en numerosas universidades argentinas y del exterior. Nació en Bahía  Blanca, Argentina. Es Licenciada en Trabajo social por la Universidad Nacional de Córdoba y completó sus estudios de  posgrado en Ciencias Sociales en Facultad Latinoamericana de Ciencias Sociales (FLACSO) Buenos Aires.
Es profesora de Justicia Transicional en la Maestría de Derechos Internacional de los Derechos Humanos en la Facultad de Derecho de la Universidad de Buenos Aires desde 2010.
Integró el Grupo Interdisciplinario de Expertos Independientes para Bolivia-GIEI Bolivia, que se estableció por un acuerdo  de la Comisión Interamericana de Derechos Humanos CIDH-OEA y el Gobierno del Estado Plurinacional de Bolivia (2020- 2021).
Fue la coordinadora del Servicio de Derechos Humanos de la CEAS en la Conferencia Nacional de Obispos del Perú entre 1977-1987. Adicionalmente, participó en el proceso de fundación de la Coordinadora Nacional de Derechos Humanos en el Perú y fue parte de su primer comité ejecutivo (1985-1987). Posteriormente, entre 1992 y 1993, fue directora de la Comisión de la Verdad de las Naciones Unidas para El Salvador.
Dirigió el Programa Justicia en Argentina (1991) y el Programa Representación Política de la Fundación Poder Ciudadano (1993-1997).  Además, coordinó el Programa Regional de Liderazgo y Responsabilidad Social desarrollado por la  Fundación Kellog en siete países latinoamericanos (1997-2000). Desde 1995 hasta el final del año 2012, integró la Comisión  Directiva del Centro de Estudios Legales y Sociales - CELS y en ese carácter, del Consejo de Gestión del Parque de la Memoria y Monumento a las Víctimas del Terrorismo de Estado en Buenos Aires.
Hasta junio de 2012, fue la directora de Memoria Abierta, una organización que creó en el año 2000 y dirigió en su desarrollo por doce años. Es una de las fundadoras de la Coalición Internacional de Sitios de Conciencia (2000), integró su Consejo  Directivo hasta diciembre de 2014 y en el presente es parte de su Comité Asesor Internacional. Integró el Consejo Asesor  del Proyecto Archivos y Tratamiento del Pasado, una iniciativa de la ONG Swisspeace y The Swiss Federal Archives.
Cuando terminó el régimen del Apartheid en Sudáfrica, fue invitada por el Institute for Democracy in South Africa (IDASA) a integrar su board of trustees (1996-1999). Fue también parte del Comité Asesor Internacional y del Jurado del Premio  Prince Claus en el Prince Claus Fund (Países Bajos, 2008-2009).  
Fue consultora del PNUD en Haití para investigar los graves hechos de violación a los derechos humanos en ese país en la  década del 90. Realizó también tareas de asesoría para la Fundación Mvrna Mack, la Fundación Ford y la Fundación Tinker en temas de derechos humanos, transiciones a la democracia y participación política. Más recientemente, brindó asesoría  en la realización del -varias veces premiado- film documental español "El silencio de otros” (Carracedo and Bahar, 2018). 
Ha trabajado en forma voluntaria con movimientos e instituciones de la sociedad civil dedicadas a los derechos humanos, los  archivos y las iniciativas sobre memorias del pasado así como emprendimientos culturales sobre los mismos temas. Participó  en numerosas conferencias y seminarios para brindar capacitación, orientación e intercambio de saberes en la preparación  de comisiones de investigación, comisiones de la verdad e instituciones con propósitos similares en Brasil, Colombia,  Filipinas, Guatemala, Georgia, Paraguay, Perú, Sudáfrica, Uruguay, Ex Yugoslavia, entre otros países. 
Entre 2013 y 2016 fue Directora en el Ministerio de Relaciones Exteriores de Argentina donde coordinó y lideró el trabajo  del Consejo Consultivo de Universidades, un órgano integrado por tres ministerios y las universidades públicas y privadas  para promover la presencia internacional de las instituciones universitarias argentinas.
Entre 2017 y 2021 fue Directora del Centro Internacional para la Promoción de los Derechos Humanos CIPDH- un centro  categoría II de la Unesco basado en Buenos Aires que desarrolló una amplia programación sobre derechos, de alcance  internacional.